# 니기리즈시
니기리즈시(일본어: 握り寿司) 또는 제목초밥은 적당량의 스메시(초를 친 밥)를 손으로 쥐고 그 위에 생선 등 주재료를 얹어 만든 스시(초밥)이다. 하야즈시의 하나이며, 일본에서는 에도마에즈시(일본어: 江戸前寿司), 에도즈시(일본어: 江戸ずし), 아즈마즈시(일본어: あずまずし) 등으로도 불린다.

## 같이 보기
- 마키즈시